# Alceta II (re dell'Epiro)
Alceta II (in greco antico: Ἀλκέτας?, Alkétas; fl. IV secolo a.C.) è stato un re dell'Epiro dal 313 al 309 a.C., figlio di Aribba e nipote di Alceta I.

## Biografia
A causa del suo ingovernabile temperamento, Alceta II fu esiliato da suo padre Aribba, il quale nominò il figlio minore Eacide come successore. Alla morte di Eacide, ucciso in una battaglia contro Cassandro I nel 313 a.C., gli Epiroti richiamarono Alcetas. Cassandro gli inviò contro un esercito sotto il comando di Licisco, ma gli Epiroti stanchi del comportamento oltraggioso e opprimente che Alceta aveva nei loro confronti, fecero presto a insorgere uccidendo lui e i suoi due figli. Nel 307 a.C. Pirro figlio di Eacide, fu messo al trono dal suo protettore Glauco, re degli Illiri.